# Pochhammersymbolen
Pochhammersymbolen är en speciell funktion som används inom kombinatorik och teorin för den hypergeometriska funktionen. Namnet kommer från den tyske matematikern Leo August Pochhammer.
De fallande fakulteterna har inom differenskalkyl liknande egenskaper som potenser inom differentialkalkyl och kan användas för beräkning av serier.

## Notation
Flera beteckningar används för pochhammersymbolen:
{\displaystyle x^{(n)}} (speciellt inom kombinatorik)
{\displaystyle (x,n)},{\displaystyle (x)_{n}} (analys, speciella funktioner)
{\displaystyle (x^{n})}
Inom teorin för speciella funktioner avses med
{\displaystyle (x)_{n}\,}
den "stigande fakulteten"
{\displaystyle (x)_{n}=x(x+1)(x+2)\cdots (x+n-1)={\frac {(x+n-1)!}{(x-1)!}}},
medan denna beteckning inom kombinatoriken avser den "fallande fakulteten"
{\displaystyle (x)_{n}=x(x-1)(x-2)\cdots (x-n+1)={\frac {x!}{(x-n)!}}}.
För att undvika sammanblandning används ofta {\displaystyle (x)^{n}} för den stigande och {\displaystyle (x)_{n}} för den fallande funktionen.

### Knuths notation
Därutöver har ytterligare en ny beteckning införts av Ronald Graham, Donald Knuth och Oren Patashnik i boken Concrete Mathematics. Snarare än att se fallande/stigande fakulteter som en variant på fakulteter vill denna notation betona släktskapet med vanliga potenser {\displaystyle x^{n}} genom att dra ett streck över eller under exponenten.
För den "stigande fakulteten" används {\displaystyle x^{\overline {n}}=\prod _{i=0}^{n-1}(x+i)}, och för den fallande {\displaystyle x^{\underline {n}}=\prod _{i=0}^{n-1}(x-i)}.

## Definition som speciell funktion
Pochhammersymbolen definieras i allmänhet med gammafunktionen:
{\displaystyle (x,n)\equiv {\frac {\Gamma (x+n)}{\Gamma (x)}}}
För naturliga tal gäller härvid:
{\displaystyle (m,n)\equiv m(m+1)\dots (m+n-1);\quad (m,n\in \mathbb {N} )}

## Egenskaper

Graf över de fyra första pochhammersymbolerna

- Pochammersymbolen är en meromorf funktion
- De stigande och fallande fakulteterna kan användas för att uttrycka en binomialkoefficient:

{\displaystyle {\frac {x^{(n)}}{n!}}={x+n-1 \choose n}} och {\displaystyle {\frac {(x)_{n}}{n!}}={x \choose n}.}
Härigenom kan många likheter som gäller för binomialkoefficienter föras över till stigande och fallande fakulteter.
- En stigande fakultet kan uttryckas som en fallande som börjar "i andra änden"

{\displaystyle x^{(n)}={(x+n-1)}_{n},}
eller som en fallande fakultet med motsatt argument
{\displaystyle x^{(n)}={(-1)}^{n}{(-x)}_{n}.}
- Om {\displaystyle n\in \mathbb {N} }, så kan {\displaystyle (x,n)} uttryckas som polynom i x. Dessa har ett gemensamt nollställe i {\displaystyle x=0}.
- Samband mellan koeffecienter med olika förtecken

{\displaystyle (x,-n)=(-1)^{n}{\frac {1}{(1-x,n)}}}
- Divisionsregler

{\displaystyle {\frac {x^{\overline {n}}}{x^{\overline {m}}}}=(x+m)^{\overline {n-m}};\quad n>m}
{\displaystyle {\frac {x^{\overline {n}}}{x^{\overline {m}}}}={\frac {1}{(x+m)^{\overline {m-n}}}};\quad m>n}
- Speciella värden

{\displaystyle 1^{\overline {n}}=n!}
{\displaystyle (1/2)^{\overline {n}}=2^{-n}(2n-1)!!}
{\displaystyle (0,0)=1}